# Тетрафтороиттриат натрия
Тетрафтороиттриат натрия — неорганическое соединение,
комплексная соль иттрия, натрия и плавиковой кислоты с формулой Na[YF4],
светло-жёлтые или белые кристаллы.

## Получение
- Нагревание смеси солей иттрия, натрия и трифторуксусной кислоты в смеси олеиновой кислоты и 1-октадецена при 330°С.

## Физические свойства
Тетрафтороиттриат натрия образует кристаллы двух модификаций:
- α-Na[YF4] — светло-белые кристаллы, кубическая сингония
- β-Na[YF4] — белые кристаллы, гексагональная сингония

## Применение
- Кристаллы, легированые различными редкоземельнами металлами, используют как преобразователи излучения с повышением частоты.